# 阿尔加夫球场
阿尔加夫球场（葡萄牙語：Estádio Algarve）是一座位于葡萄牙阿尔加夫大区法鲁与洛萊两座城市之间的足球场。阿尔加夫球场是两座城市为承办2004年歐洲足球錦標賽而新建的球场，耗资3,000万欧元，可容纳30,000名观众。
球场在2003年12月27日举办了启用仪式，不过当天没有举行比赛。阿尔加夫体育场曾是法鲁人体育俱乐部、洛勒塔诺竞技俱乐部的主场，也曾在奧漢倫斯體育會、樸迪莫倫斯體育會主场施工时充当临时主场。此外，直布羅陀足球代表隊目前参加世界杯预选赛、欧洲杯预选赛时将阿尔加夫体育场用作临时主场。阿尔加夫球场也是每年一届的女子足球比赛阿尔加夫杯的决赛场地。
除去足球比赛，阿尔加夫球场也承办音乐节和音乐会。球场还曾临时改造成赛车场，承办2007年世界拉力锦标赛的部分比赛。